# Rio Domaşnea
O Rio Domaşnea é um rio da Romênia, afluente do Luncaviţa, localizado no distrito de Caraş-Severin.